# Костопиљ
Костопиљ (укр. Костопіль) град је Украјини у Ривањској области. Према процени из 2012. у граду је живело 31.437 становника.

## Становништво
Према процени, у граду је 2012. живело 31.437 становника.
| 1979.  | 1989.  | 2001.  | 2012.  |
| ------ | ------ | ------ | ------ |
| 22.803 | 31.610 | 30.467 | 31.437 |